# Colydium
Colydium es un género de coleóptero de la familia Zopheridae.

## Especies
Las especies de este género son:
- Colydium bicoloratum
- Colydium burakowskii
- Colydium carinatum
- Colydium chiricahuae
- Colydium elongatus
- Colydium filiforme
- Colydium glabriculum
- Colydium holynskiorum
- Colydium lineola
- Colydium manfredi
- Colydium marleyi
- Colydium nigripenne
- Colydium plaumanni
- Colydium robustum
- Colydium slipinskii
- Colydium sosyloides
- Colydium thomasi